# Iguana (rijeka)
Iguana je rijeka u Venezueli. Pritoka je rijeke Orinoco.